# Taridius (Perseus)
Taridius (Perseus) – rodzaj chrząszczy z rodziny biegaczowatych i podrodziny Lebiinae.

## Morfologia
Od podrodzaju Taridius s. str. podrodzaj ten różni się ostatnim członem głaszczków szczękowych wąskim, wrzecionowatym, spiczasto zakończonym oraz zagłębieniem brzegowym przedplecza z jednym uszczecinionym punktem bocznym i jednym w kącie tylnym. Ponadto wszystkie gatunki mają pokrywy żółtawe z brązowymi lub czarniawymi plamkami bądź przepaskami.

## Występowanie
Chrząszcze te występują od Indii przez Birmę, Laos, Tajlandię i Wietnam, po Malezję i Indonezję.

## Taksonomia
Takson ten został opisany w 2003 roku przez Ericha Kirschenhofera jako rodzaj Perseus. W pracy z 2010 autor ten obniżył jego rangę do podrodzaju i włączył do rodzaju Taridius. Do podrodzaju tego zaliczany był T. (P.) niger, obecnie przeniesiony pod nazwę Afrotarus niger (Andrewes, 1935).
Do podrodzaju tego należy 15 opisanych gatunków:
- Taridius abdominalis Fedorenko, 2012
- Taridius andrewesi Emden, 1937
- Taridius birmanicus Bates, 1892
- Taridius coriaceus Fedorenko, 2012
- Taridius disjunctus Fedorenko, 2012
- Taridius fasciatus Fedorenko, 2012
- Taridius jendeki Kirschenhofer, 2010
- Taridius nilgiricus Andrewes, 1935
- Taridius ornatus Fedorenko, 2012
- Taridius pahangensis (Kirschenhofer, 2003
- Taridius piceus Fedorenko, 2012
- Taridius sabahensis (Kirschenhofer, 2003)
- Taridius stevensi Andrewes, 1923
- Taridius vietnamensis (Kirschenhofer, 1996)
- Taridius wrasei Kirschenhofer, 2010